# Anton Down-Jenkins
Anton Down-Jenkins (Wellington, 6 settembre 1999) è un tuffatore neozelandese.

## Biografia
Grazie al decimo posto alla Coppa del mondo di Tokyo 2021 nel concorso del trampolino 3 metri ho ottenuto la qualificazione ai Giochi olimpici di Tokyo 2020.
È dichiaratamente gay.

## Palmarès
| Anno | Manifestazione          | Sede       | Evento          | Risultato | Prestazione | Note |
| ---- | ----------------------- | ---------- | --------------- | --------- | ----------- | ---- |
| 2018 | Giochi del Commonwealth | Gold Coast | Trampolino 3m   | 14º       | 326,70 p.   |      |
| 2018 | Giochi del Commonwealth | Gold Coast | Sincro 3m       | 8º        | 326,70 p.   |      |
| 2018 | Coppa del mondo         | Wuhan      | Sincro 3m       | 12º       | 262,92 p.   |      |
| 2019 | Mondiali                | Gwangju    | Trampolino 3m   | 48º       | 307,30 p.   |      |
| 2019 | Mondiali                | Gwangju    | Sincro 3m       | 9º        | 274,80 p.   |      |
| 2019 | Mondiali                | Gwangju    | Sincro 3m misti | 18º       | 319,29 p.   |      |
| 2021 | Coppa del mondo         | Tokyo      | Trampolino 3m   | 10º       | 395,25 p.   |      |